# Obwód Święciany Armii Krajowej
Obwód Święciany – jednostka terytorialna Związku Walki Zbrojnej, potem Armii Krajowej.
Wchodził w skład Inspektoratu B okręgu wileńskiego AK.
Swoim zasięgiem obejmował powiat święciański. Komendantem był kpt. Jan Smela „Janusz”, „Szary”.
W obwodzie działał:
- Oddział dywersyjny nr 23 por. Franciszka Stala[1].